# Попов Юрій Васильович
Юрій Васильович Попо́в (13 листопада 1939, Харків — 25 липня 2015, Полтава) — український актор театру.

## Біографія
Народився 13 листопада 1939 року у місті Харкові (нині Україна). Під час німецько-радянської війни переїхав із сім'єю в село Чернеччину Охтирського району Сумської області, де провів дитинство і юність. З ранніх років виступав на сцені, мав успіх як читець гумору. У 1956 році за активну участь у художній самодіяльності був нагороджений Почесною грамотою Міністерства культури СРСР, а в 1957 році став учасником першого Республіканського фестивалю молоді та студентів, отримавши диплом лауреата першого ступеня.
У 1963 році з відзнакою закінчив Харківський театральний інститут, де навчався на акторському відділенні під керівництвом Данила Антоновича у класі Миколи Борисенка і з того ж року почав працювати актором Полтавського українського музично-драматичного театру імені Миколи Гоголя.
З 1965 ро 2015 рік мешкав у Полтаві в будинку № 41/28 на вулиці Пушкіна. Помер у Полтаві 25 липня 2015 року.

## Творчість
Протягом 50 років на сцені він зіграв понад 100 ролей, зокрема:
- Андрійко («Люди в шинелях» Івана Рачади);
- Володя Ульянов («Сім'я» Івана Попова);
- Зевс («Енеїда», інсценізація Василя Котляра за Іваном Котляревським);
- Мартин Боруля, Іван («Мартин Боруля», «Безталанна» Івана Карпенка-Карого);
- Санчо Панса («Людина з Ламанчі»[en] Дейла Вассермана);
- Терешко Колобок («Трибунал» Андрія Макайонка);
- Шельменко («Шельменко-денщик» Григорія Квітки-Основ'яненка);
- Черевик («Сорочинський ярмарок» Михайла Старицького);
- Кокарев («Роза вітрів» Бориса Мокроусова);
- Федір («Комуніст» Євгена Габриловича);
- Тев'є («Тев'є-Тевель» Григорія Горіна);
- Містер Вебб («Мить…життя…» Торнтона Вайлдера);
- Пан Мітч («Соло для годинника з передзвоном» Освальда Заградника);
- Явтух («Вій» Ніни Садур за Миколою Гоглем);

## Відзнаки
- Медаль «Ветеран праці» (1989)[1];

премії
- Полтавська обласна художня премія імені Петра Артеменка (1976)[1];
- Полтавська обласна премія імені Леоніда Бразова (2012; за сценічне втілення драми Григорія Горіна «Тев'є-Тевель» за мотивами творів Шолом-Алейхема)[1];
- Полтавська обласна премія імені Івана Котляревського (2013)[1];

почесні звання
- Заслужений артист УРСР з 1972 року[1];
- Народний артист України з 2001 року[4].

Нагороджувався грамотами Міністерства культури України; у 2009 році став лауреатом премії «Наш родовід» Національної спілки театральних діячів України, у 2012 році нагороджений Почесною грамотою спілки.

## Вшанування
10 листопада 2017 року у Полтаві, на фасаді будинку № 41/28 на вулиці Пушкіна, де мешкав актор, йому встановили меморіальні дошку (скульптор Микола Посполітак).